# Estrategia de inversión
En finanzas, una estrategia de inversión es un conjunto de reglas, comportamientos y procedimientos, diseñados para orientar a un inversor en la selección de una cartera de valores. Generalmente la estrategia se diseña en torno a la desventaja riesgo-retorno de los inversores: algunos inversores prefieren maximizar los retornos esperados de la inversión a través de activos de riesgo, otros prefieren reducir al mínimo el riesgo, pero la mayoría selecciona una estrategia en algún punto intermedio.
Las estrategias pasivas se utilizan a menudo para reducir al mínimo los costos de las transacciones, y las estrategias activas en la medida que los tiempos de mercado son un intento de maximizar los rendimientos.

## Estrategias

### Sin estrategia
Los inversores que no tienen una estrategia se han llamado ovejas. Las elecciones arbitrarias basadas en el lanzamiento de dardos en una página (que hace referencia a décadas anteriores cuando los precios de las acciones se enumeran a diario en los periódicos) se han llamado Blind Pleded Monkeys Throwing Darts. Esta famosa prueba tuvo resultados discutibles.

### Activo vs pasivo
Las estrategias pasivas como comprar y mantener y la indexación pasiva a menudo se utilizan para minimizar los costos de transacción. Los inversores pasivos no creen que sea posible calcular el tiempo del mercado. Las estrategias activas, como el impulso de negociación, son un intento de superar los índices de referencia. Los inversores activos creen que tienen habilidades mejores que el promedio.

### Momentum Trading
Una estrategia es seleccionar inversiones basadas en su desempeño pasado reciente. Hay evidencias tanto a favor como en contra de esta estrategia.

### Estrategia corta larga
Una estrategia corta larga consiste en seleccionar un universo de acciones y clasificarlas según un factor alfa combinado. Dadas las clasificaciones, buscamos el percentil superior y el percentil inferior de valores una vez en cada período de reequilibrio.

### Indexación
La indexación es cuando un inversor compra una pequeña proporción de todas las acciones en un índice de mercado, como el S & P 500, o más probablemente, un fondo mutuo indexado o un fondo cotizado (ETF). Esto puede ser una estrategia pasiva si se mantiene durante largos períodos, o una estrategia activa si el índice se usa para entrar y salir rápidamente del mercado.

### Comprar y mantener
Una de las más conocidas estrategias de inversión es comprar y mantener basado en el concepto de que en el largo plazo los mercados financieros dan una buena tasa de rendimiento a pesar de los períodos de inestabilidad o caída. Una variante puramente pasiva de la indexación de esta estrategia es que un inversor compra una pequeña proporción de la totalidad de las acciones en un mercado como el índice S & P 500, o más probablemente, en un fondo mutuo denominado fondo de índice.
Este punto de vista también sostiene que la temporización de mercado, en que uno puede entrar en el mercado en los bajos y vender en los altos, simplemente no funciona o no funciona para los pequeños inversores, por lo que es mejor simplemente comprar y mantener. Los pequeños inversores normalmente utilizan el comprar y mantener como una estrategia de inversión en bienes inmuebles de inversión cuando el periodo de explotación es generalmente el lapso de vida útil de su hipoteca.

### Trading
El trading consiste en establecer un intervalo de precios para una acción en un periodo determinado de manera que se compra cuando el precio se sitúa en el umbral inferior y se vende cuando se sitúa en el umbral superior. Puede resultar una estrategia eficiente en mercados en comportamiento lateral.

### Valor frente a crecimiento
La estrategia de inversión de valor analiza el valor intrínseco de una empresa y su valor en el mercado y busca valores de empresas que consideran infravaloradas. 
La estrategia de inversión de crecimiento analiza el potencial de crecimiento de una empresa y cuando una empresa espera obtener un crecimiento mayor que las empresas de la misma industria o del mercado en general, atraerá a los inversores que buscan maximizar su ganancia de capital.

### Inversión en el crecimiento de dividendos
Esta estrategia implica invertir en acciones de las compañías de acuerdo con los futuros dividendos previstos a pagar. Las empresas que pagan dividendos consistentes y predecibles tienden a tener precios de acciones menos volátiles. Las compañías bien establecidas que pagan dividendos tratarán de aumentar su pago de dividendos cada año, y las que realicen un aumento durante 25 años consecutivos se denominan aristócratas por dividendos. Los inversionistas que reinvierten los dividendos pueden beneficiarse de capitalizar su inversión a largo plazo, ya sea lo directamente invertido o mediante un Plan de reinversión de dividendos (DRIP).

### Promedio de costos
La estrategia de promedios de costos tiene como objetivo reducir el riesgo de incurrir en pérdidas sustanciales cuando se invierte la suma total principal justo antes de que caiga el mercado.

### Inversión contraria
Una estrategia contraria de inversión consiste en seleccionar buenas compañías en el momento de la baja del mercado y comprar una gran cantidad de acciones de esas empresas con el fin de obtener una ganancia a largo plazo. En tiempos de declive económico, hay muchas oportunidades para comprar buenas acciones a precios razonables. Pero, ¿qué hace que una empresa sea buena para los accionistas? Una buena compañía es aquella que se enfoca en el valor a largo plazo, la calidad de lo que ofrece o el precio de la acción. Esta empresa debe tener una ventaja competitiva duradera, lo que significa que tiene una posición en el mercado o marca que impide el fácil acceso de la competencia o controla una fuente de materia prima escasa. Algunos ejemplos de compañías que responden a estos criterios son en el campo de seguros, refrescos, zapatos, chocolates, construcción de viviendas, muebles y muchos más. Podemos ver que no hay nada "sofisticado" o especial en estos campos de inversión: son utilizados comúnmente por todos y cada uno de nosotros. Se deben tener en cuenta muchas variables al tomar la decisión final para la elección de la compañía. Algunos de ellos son:
- La compañía debe estar en una industria en crecimiento.
- La compañía no puede ser vulnerable a la competencia.
- La compañía debe tener sus ganancias en una tendencia ascendente.
- La empresa debe tener un rendimiento constante del capital invertido.
- La compañía debe ser flexible para ajustar los precios por inflación.

### Empresas más pequeñas
Históricamente, las medianas empresas han superado a las compañías de gran capitalización en el mercado de valores. Las empresas más pequeñas siempre han tenido rendimientos aún más altos. Las mejores rentabilidades por tamaño de capital de mercado históricamente provienen de compañías de microcapitalización. Los inversionistas que utilizan esta estrategia compran compañías basadas en su pequeño tamaño de capital en la bolsa de valores. Uno de los mayores inversores como es Warren Buffet hizo dinero en pequeñas empresas al principio de su carrera combinándolo con inversiones de valor. Compró pequeñas empresas con bajos coeficientes de P / E y altos activos al límite del mercado.

### Asignación Global Táctica de Activos
La Asignación Global Táctica de Activos, o GTAA, es una estrategia de inversión que intenta explotar a corto plazo las diferencias de precios entre un conjunto global de activos. La estrategia se centra en el movimiento general en el mercado en lugar de en el rendimiento de los títulos individuales.
La estrategia de GTAA se puede considerar como dos tipos principales de decisiones: el primer tipo es la clase de activos, que incluye acciones vs. bonos vs. efectivo, acciones de pequeña capitalización frente a capitalización grande, acciones de valor vs. crecimiento, emergentes vs. acciones y bonos desarrollados, etc. Este tipo de toma de decisiones a menudo se denomina TAA. El segundo tipo de decisión se conoce como decisiones de país o sector dentro de las clases de activos, incluida la selección de países en acciones desarrolladas y emergentes, así como los mercados de divisas y de renta fija. Estas son las decisiones globales de valor relativo que le dan sentido a la "G" en GTAA.